# 安藤りな
安藤 りな（あんどう りな、1993年12月23日 - ）は、日本プロ麻雀連盟に所属する女流プロ雀士。北海道札幌市出身。通り名は、「七彩の雪月華（なないろのせつげっか）」。愛称は「りなたん」。同団体での段位はニ段（2023年6月現在）。

## 略歴
- 2019年、日本プロ麻雀連盟のプロテストに合格、第35期生として同北海道本部よりプロデビュー[1]。
- 2021年、第2期桜蕾戦でベスト8で敗れた[3]。
- 2022年3月14日、キンマwebにて「安藤りな(あんどうりな)　北海道から全国へ、成長を続ける七彩の雪月華」として紹介される。
- 2022年4月27日稼働開始の麻雀格闘倶楽部 ExtremeでMFC新規参戦を果たす[4]。
  - 2022年7月28日-9月25日に行われた「麻雀格闘倶楽部 投票選抜戦2022」においては約200万票を獲得し女性部門36人中4位、男性を含めた新規参戦プロ11人の中では1位となった[5]。
- 2022年10月30日、「龍龍杯 2022 秋」出演[6]。
- 2022年12月30日、「麻雀格闘倶楽部 第5回プロNo.1決定戦」出演[7]。
- 2022年10月16日、YouTube「りなたんねる」を開設[8]。
- 近代麻雀2023年1月号より「北の街から」連載開始[9]。
- 2023年、女流雀士 プロアマNo.1決定戦 てんパイクイーン シーズン8優勝。初タイトルを獲得した[1]。
- 麻雀最強戦2023「最強＆インフルエンサー決戦」に出演[1]。
- 麻雀最強戦2023「ザ・リベンジ」に『近代麻雀』の読者アンケートの得票数上位２名に入り、出演。
- 2023年4月3日、「麻雀格闘倶楽部 女流プロ雀士サポーターズバトル」において８位となった。
- 2023年7月24日-9月17日に行われた、「麻雀格闘倶楽部 投票選抜戦2023」においては昨年より票は30万票ほど減らしたものの、約170万票を獲得し女性部門36人中6位と2年連続の神8入りを果たす。
- 麻雀最強戦2024「女流新スター決戦」に出演。決勝卓に進むも小宮悠に敗れてファイナル進出は逃した。
- 2024年7月16日-9月15日に行われた、「麻雀格闘倶楽部 投票選抜戦2024」において新規参入の武田雛歩には敗れるものの、昨年より日程が多かったこともあり、約180万票を獲得し女性部門36人中7位で3年連続の神8入りを果たした。

## 獲得タイトル
- 女流雀士 プロアマNo.1決定戦 てんパイクイーン シーズン8優勝

## 出演

### テレビ
- 女流雀士 プロアマNo.1決定戦 てんパイクイーン（2016年 - 、テレ朝チャンネル2）シーズン7～8に出場